# Неум
Не́ум (босн. и хорв. Neum, серб. Неум) — город, центр одноимённой общины в Герцеговино-Неретвенском кантоне Боснии и Герцеговины, на побережье Адриатического моря. Население — 3013 человек (2013).

## География
Неум — единственный населённый пункт Боснии и Герцеговины, имеющий выход к Адриатическому морю. Он расположен в южной части страны в Герцеговино-Неретвенском кантоне Федерации Боснии и Герцеговины. На западе и востоке граничит с хорватской жупанией Дубровник-Неретва. Протяжённость Неума до хорватских границ 9 км, но, благодаря тому, что от него в море вдаётся вытянутый, незаселённый, гористый полуостров Клек, длина береговой линии страны составляет 24,5 км.

## Климат
Благодаря приморскому положению, Неум является самым тёплым местом страны (средняя температура января +9˚С, июля — +25˚С) с субтропическим средиземноморским климатом. Осадков более 1000 мм в год; выпадают, в основном, в зимний период. Галечные пляжи, чистое море и продолжительное лето превратили Неум в популярный курорт.

## История
Территория, на которой расположен Неум, в античный и средневековый период в результате богатых исторических событий переходила от одной сильнейшей средиземноморской державы к другой. С XIV в. был в составе Дубровницкой республики, но в 1699 году, после неудачной для Турции войны, когда, согласно условиям Карловицкого мира, Далмация перешла под власть Венеции, Дубровник, чтобы не дать в будущем возможности венецианцам атаковать себя с суши, уступил Неум Османской империи, отгородившись тем самым от венецианских владений на суше. Неум остался единственным клочком некогда существовавшего боснийского Приморья. Турецким Неум оставался до оккупации (в 1878 году) и последующей аннексии (в 1908 году) Боснии и Герцеговины Австро-Венгрией, после распада которой в 1918 году присоединился к Королевству сербов, хорватов и словенцев (Югославия с 1929 года). Во время Второй мировой войны Неум принадлежал усташской Хорватии, и окончательно боснийским стал в 1945 году, когда в составе Югославии были образованы союзные республики. С выходом в 1992 году Боснии и Герцеговины из СФРЮ, на севере и на юге Неума появились пограничные посты.

## Экономика
Экономика Неума держится на туризме, причём доходы поступают не только от отдыхающих в местных отелях, но и от транзитных туристов, путешествующих по Хорватии в Дубровник и в Черногорию, и останавливающихся в Неуме, чтобы отовариться в местных магазинах, так как товары в Боснии значительно дешевле, чем в Хорватии, а по межгосударственному соглашению о свободном транзите Босния и Герцеговина разрешает свободный беспрепятственный транзит в Хорватию и из неё через «неумский коридор» людей, багажа, товаров и транспортных средств и никакие начисления, таможенные пошлины, налоги и иные аналогичные сборы в отношении транзитного движения не применяются. Этим пользуются и жители близлежащих хорватских населённых пунктов, приезжая в Неум за покупками. Но в связи с постройкой Пелешацкого моста, по которому теперь осуществлется непрерывное движение по всей хорватской Далмации и отпала надобность в проезде через соседнюю страну, «шопинг-транзитное» пополнение бюджета Неума упало. В Неуме наряду с боснийской маркой к оплате свободно принимается евро.

## Культура
С 1995 года ежегодным культурным событием стал проводимый в Неуме крупнейший за пределами Хорватии хорватский музыкальный фестиваль «Etnofest Neum».